# Xiaowen de Qin
Xiaowen de Qin (chinois : 秦孝文王) (né en 303 av. J.-C. et mort en 251 av. J.-C.) était un roi de Qin durant la Période des Royaumes combattants.

## Biographie
Le roi Xiaowen était le fils du roi Zhaoxiang (秦昭襄王) et la reine Tang et petit-fils de la reine Xuan.
Il est roi de Qin pendant moins d'un an, et il est mort trois jours après son couronnement.
Cela a donné lieu à de nombreuses théories de complot quant à son court règne. Le plus acceptée est qu'il était très vieux quand il monta sur le trône (son père a régné pendant plus de 50 ans).
Cependant, il y a une théorie du complot: que Lü Buwei empoisonna le roi, pour mettre le prochain roi, Zhuangxiang sur le trône.